# Mary Patrux
Mary Patrux Canton, plus connue sous le nom de Mary Patrux, née le 26 janvier 1979 à Lesquin dans le Nord, est une présentatrice, commentatrice et journaliste sportive française. Elle présente NBA Extra depuis 2013 sur BeIn Sports, et intervient sur les événements diffusés par la chaîne.

## Biographie

### Enfance, jeunesse et formation
Née d'un père commercial et d'une mère secrétaire de direction, Mary Patrux grandit dans le Nord en banlieue lilloise puis déménage avec sa famille à Cergy-Pontoise en région parisienne. Son père, son grand-père et son oncle étaient basketteurs, néanmoins elle pratique plusieurs sports avant de s'orienter vers le basket. Elle prend sa licence à l'âge de 8 ans à Franconville. Elle y évolue durant toute sa jeunesse au poste d'ailière, montant jusqu'en Nationale 2,, et participant à des détections à l’INSEP,. Elle y acquiert une réputation de scoreuse - elle conserve une certaine admiration pour les tireurs à trois points comme Stephen Curry - mais aussi de râleuse, avec à la clé le surnom de « Nellie Oleson » donné par ses adversaires,. Elle déclare à ce propos qu’elle « faisait absolument tout pour gagner ».
Après trois années au lycée Notre-dame De La Compassion à Pontoise où elle décroche un baccalauréat économique et social, la jeune femme s'oriente vers la Faculté catholique de Paris de 1997 à 1999, puis mène une licence histoire à l'Université Sorbonne-Nouvelle de 1999 à 2002,. Ayant décidé d’être journaliste sportive quand elle a su qu'elle ne deviendra pas basketteuse professionnelle, elle multiplie en parallèle les stages avec des passages dans Ouest-France, BFM Radio, Radio Protestante, RTL, Infosport, ainsi qu'au ministère des Affaires étrangères. Conséquemment, elle fréquente l’Institut pratique du journalisme de 2002 à 2004, d'où elle sort diplômée,,.

### 2004-2009: Débuts chez Eurosport
En 2004, alors étudiante en deuxième année d’école de journalisme, Mary Patrux réalise un stage de fin d'année au sein d'Eurosport,. Elle commence par couvrir les Jeux olympiques d'Athènes. S'occupant d'abord des bulletins d'infos en direct, elle s'essaye ensuite aux commentaires puis fait des reportages et plateaux à l’occasion d'événements spéciaux. Elle est conservée par Eurosport l’année suivante. La journaliste y multiplie les sports couverts en faisant notamment du bord de terrain et de la présentation en plateau,.

### 2009-2012: Présentatrice pour L'Équipe TV
Après cinq années à Eurosport, Mary Patrux rejoint en septembre 2009 L'Équipe TV pour présenter La matinale week-end. Trois mois après, Charles Biétry lui confie la présentation du Forum l'Équipe, une émission hebdomadaire où elle part à la rencontre de sportifs tels que Nikola Karabatic, Alain Boghossian, Laura Flessel, Tony Parker ou encore Jean Alesi. Elle présente aussi Week-end Live.

### 2012-: Carrière chez BeIn Sports
Début 2012, Charles Biétry lui propose de rejoindre BeIn Sports, alors à l'état de projet. Mary Patrux participe à la construction de la chaîne en intervenant sur le recrutement, la grille ou encore le choix des noms des émissions. Elle apparaît ainsi le jour du lancement officiel cinq mois après son arrivée,. Elle anime durant l’année les émissions l'Euroshow et Le Grand Stade en compagnie de Darren Tulett puis de Marie Portolano pour la seconde l'année d'après.
En 2013, Patrux se voit confier l’animation de NBA Extra, une émission quotidienne traitant de l'actualité de la NBA. Le consultant Jacques Monclar déclare à son propos qu'elle « est un bon compromis entre bonne humeur et professionnalisme ». La présentatrice traite aussi à l’antenne d'autres sports que le basket-ball, notamment le handball avec entre autres les championnats du monde, les championnats d'Europe, les remises des trophées de la LNH et LFH, ainsi que la natation. Elle intervient plus généralement sur les grands événements comme les Jeux olympiques, les championnats d'Europe de football ou encore les Grands Chelems de tennis,. En 2015, elle mène une interview d'une heure chez Tony Parker à San Antonio.
En 2019, Mary Patrux est approchée par la direction des sports de France Télévisions pour remplacer Flore Maréchal afin de présenter Tout le sport, coanimer Stade 2 et intervenir sur les événements, mais le transfert n’a pas lieu et elle reste sur BeIn Sports, toujours à l'animation de NBA Extra et des grands événements. La même année, elle devient ambassadrice Parions sport.
En 2021, elle révèle dans l’émission La Maison des Maternelles avoir subi des discriminations chez un précédent employeur à cause de sa grossesse,. Elle intervient également dans le documentaire Je ne suis pas une salope, je suis une journaliste de Marie Portolano.
À partir de 2022, à l'initiative de la directrice Amélie Mauresmo, elle mène des interviews d’après-match sur les courts du tournoi de Roland-Garros,.
En février 2023, elle réalise sa première au commentaire d'un match en étant au micro pour la rencontre de basket Finlande-France, qualificative pour l'Euro féminin 2023. En juin, elle est ainsi commentatrice de beIN Sports durant la compétition. En fin d'année, elle connaît une autre première en réalisant une pige en tant que journaliste bord de terrain pour la rencontre de rugby à XV Toulouse-Cardiff comptant pour la Champions Cup,.

## Vie privée
Mary Patrux est mariée à Olivier Canton, journaliste rugby sur Eurosport. Ils ont ensemble deux enfants, une fille prénommée Louise et un garçon nommé Paul.
En janvier 2020, elle est diagnostiquée d'un cancer du sein.